# Мила Елеговић
Мила Елеговић (Загреб, 13. јун 1970) хрватска је филмска и позоришна глумица. Чланица је ансамбла Загребачког градског казалишта „Комедија”.
Дипломирала је глуму на Академији драмске уметности Свеучилишта у Загребу. Усавршавала се на Hochschule für Musik und darstellende Kunst у Бечу, Аустрија (одсек за мјузикл) и на Guilford School of Acting i Royal Academy of Music у Лондону, Уједињено Краљевство.

## Филмографија
| Год.       | Назив                    | Улога                |
| ---------- | ------------------------ | -------------------- |
| 1993.      | Вечер у ђачком дому      |                      |
| 1994.      |                          |                      |
| 1995.      | Пролази све              |                      |
| 1996.      | Дјед и бака се растају   |                      |
| 1996.      | Путовање тамном полутком |                      |
| 1999.      | Гарсија                  |                      |
| 1999.      | Трговци срећом           |                      |
| 2005.      | Кад звони?               | Професорка биологије |
| 2005.      | Жутокљунац               |                      |
| 2005—2010. | Битанге и принцезе       | Ирена Гробник        |
| 2007.      | Пјевајте нешто љубавно   |                      |
| 2008.      | Брачне воде              | Сунчица Бандић       |